# Candida (namn)
För andra betydelser, se Candida.
Candida är ett latinskt namn som är bildat av orden canditus, vit och candere som betyder glänsande. Den franska formen av namnet är Candide.
Den 31 december 2012 fanns det totalt 40 kvinnor folkbokförda i Sverige med namnet Candida, varav 13 bar det som tilltalsnamn.
Namnsdag: saknas.
Namnet fanns i den svenska almanackan med namnsdag den 6 juni fram till 1774, då det utgick.

## Personer med namnet Candida
- Candida, helgon